# Çamlıyayla

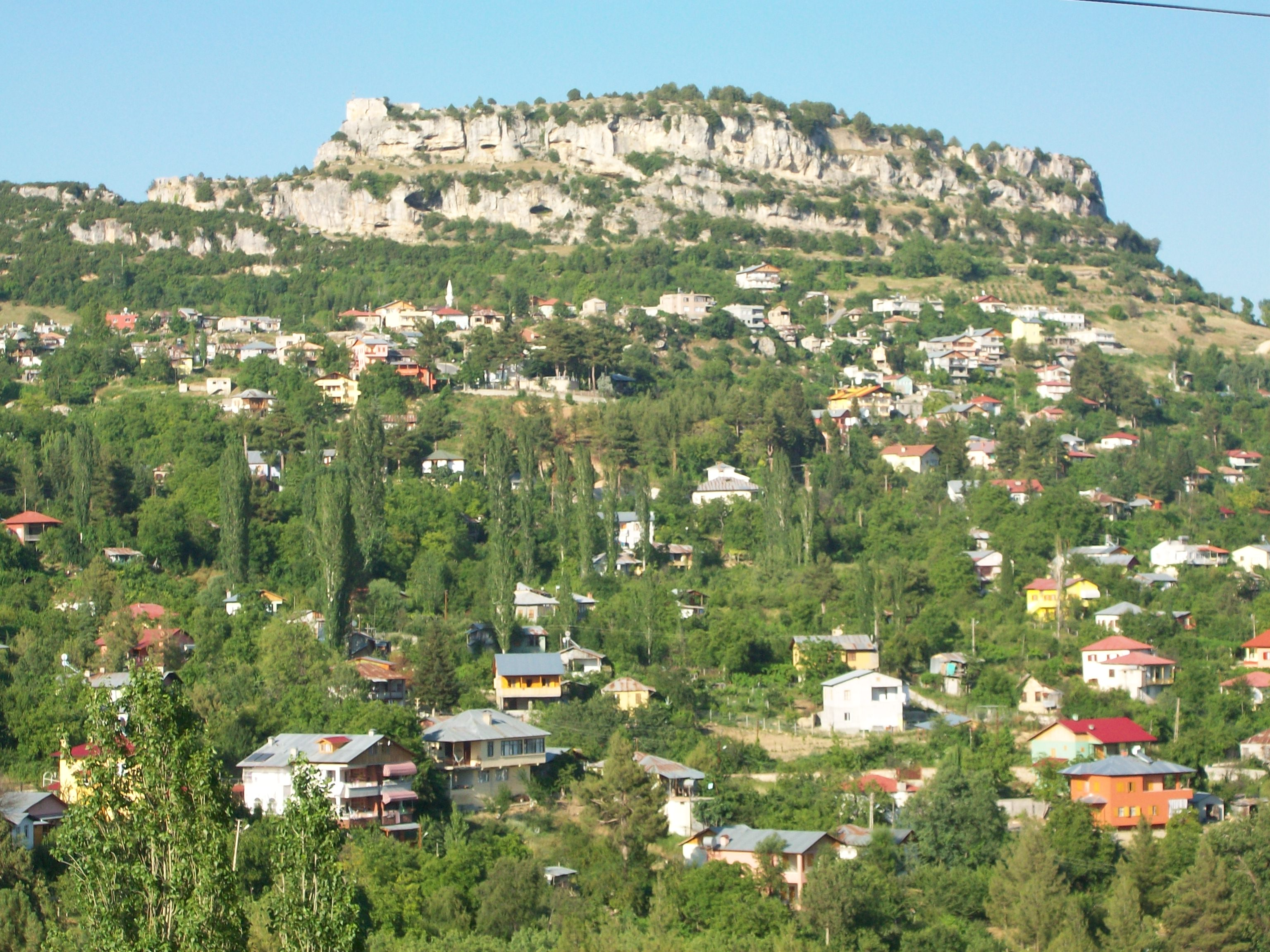
Çamlıyayla and Namrun Castle

Çamlıyayla est une ville et un district de la province de Mersin dans la région méditerranéenne en Turquie.